# Malawispongiidae
Malawispongiidae é uma família de esponjas de água doce da ordem Haplosclerida.

## Gêneros
- Cortispongilla Annandale, 1918
- Malawispongia Brien, 1972
- Ochridaspongia Arndt, 1937
- Pachydictyum Weltner, 1901
- Spinospongilla Brien, 1974